# Badár Balázs
Badár Balázs (Mezőtúr, 1855. május 5. – Mezőtúr, 1939. május 14.) fazekasmester.

## Élete
A fazekasságot szülővárosában tanulta Szappanos Imre korsósmesternél, 1878-tól önálló mester. Korai munkái mezőtúri használati cserépedények voltak. Működése a magyar népi fazekasság válságos korszakára esett, műveivel magasabb társadalmi osztályok ízlésének akart megfelelni. Edényeit bepecsételt mesterjellel látta el, több jelet használt. Stílusa a helybeli népi díszítés és a korai szecesszió egyéni ötvözete volt. Vevőköre főleg az alföldi mezővárosok értelmisége, úri közönsége volt.
Különös munkáival: vázáival, díszedényeivel a millenniumi kiállításon tűnt fel, ahol állami ezüstérmet nyert. Több külföldi kiállításon is részt vett és kapott kitüntetést: így Brüsszelben, Párizsban és Antwerpenben is. A magyar népies agyagművességet ő fejlesztette művészivé és tette világhírűvé.
1932-ben kerámiáinak válogatott anyagát a stockholmi múzeum vette át megőrzésre.
1939. május 14-én Mezőtúron érte a halál.
Mezőtúron emlékháza van.